# Anna von Neuffen-Hettingen
Anna Gräfin von Neuffen-Hettingen (* 1327 bei Hettingen als Anna Gräfin von Neuffen-Hettich von Heatingen zu Gammertingen und Zwiefalten; † 1380 in Bayern) war eine deutsche Gräfin. Durch Heirat mit Friedrich dem Weisen, im Jahre 1360, war sie zunächst Prinzessin von Bayern und von 1375 bis zu ihrem Tod im Jahre 1380 Herzogin von Bayern.

## Leben
Anna von Neuffen-Hettingen wurde im Jahre 1327 als Tochter von Berthold V. Graf von Neuffen und dessen Ehefrau Elisabeth, Gräfin von Truhendingen, geboren. Durch den Dienst ihres Vaters, der einer der wichtigsten Räte Kaiser Ludwigs IV. war, kam die Verbindung zur Familie von Bayern.
Kaiser Ludwig der Bayer legte noch vor seinem Tod fest, dass sein Enkel Friedrich der Weise Anna, Gräfin von Neuffen, heiraten werde. Die Eheschließung erfolgte dreizehn Jahre nach Ludwigs Tod, im Jahr 1360. Seither war Anna Prinzessin von und zu Bayern. Im Jahr 1375 starb ihr Schwiegervater Stephan II., worauf ihr Mann Friedrich nunmehr Herzog von Bayern wurde und sie somit Herzogin von Bayern.
Anna, Herzogin von Bayern, starb im Jahr 1380.

## Familie
Aus der Ehe mit Friedrich dem Weisen ging eine Tochter Elisabeth hervor. Diese heiratete Marco Visconti zu Mailand.